# Zenobios
Zenobios (gr. Ζηνόβιος) – grecki sofista, który nauczał w Rzymie za panowania cesarza Hadriana. Napisał w trzech księgach Wyciąg z przysłów Didymosa i Tarraiosa oraz Mowę na urodziny cesarza Hadriana, która wskazuje na związki Zenobiosa z dworem cesarskim. Był także tłumaczem, tłumaczył na język grecki utwory Salustiusza: De coniuratione Catilinae, Bellum Iugurthinum oraz Historiae.